# 25370 Karenfletch
25370 Karenfletch este un asteroid din centura principală de asteroizi.

## Descriere
25370 Karenfletch este un asteroid din centura principală de asteroizi. A fost descoperit pe 7 octombrie 1999 la Socorro, New Mexico, în cadrul proiectului LINEAR. Asteroidul prezintă o orbită caracterizată de o semiaxă mare de 2,66 ua, o excentricitate de 0,10 și o înclinație de 9,0° în raport cu ecliptica.